# Rens de Dayton
Pour les articles homonymes, voir Rens.
Les Rens de Dayton (en anglais : Dayton Rens), aussi connus sous le nom du Renaissance de New York ou NY Rens, étaient une équipe américaine de basket-ball évoluant en National Basketball League pour la saison 1948-1949. Basée dans la ville de Dayton (Ohio), l'équipe est surtout connue pour avoir toujours été composée exclusivement de joueurs noirs, à une époque où la barrière de la couleur de peau n'avait pas été brisée dans les championnats Nord-américains.

## Historique

### Renaissance de New York
Le Renaissance de New York  a été créé en 1923 soit quelques années avant les Globetrotters de Harlem. Le nom fait référence à la Renaissance de Harlem, dont le casino servira de terrain. L'équipe parcourait les routes à travers le pays afin de jouer des matchs, la discrimination les empêchant de rejoindre une ligue professionnelle.
Dans les années 1920 et 1930 les Rens était pourtant l'une des meilleures du pays. La saison 1932-1933 a un bilan éloquent : 112 victoires et seulement 8 défaites, dont 88 victoires d'affilée. Ces performances leur permettent de participer au World Professional Basketball Tournament de Chicago en 1939 où ils l'emportent sur les Oshkosh All-Stars, 34-25, devenant la première équipe noire à remporter ce type de matches.

### Rens de Dayton
En décembre 1948 les Vagabond Kings de Détroit cessent leurs activités au milieu de la saison de National Basketball League. Les Rens sont alors accueillis pour les remplacer, et déménagent par la même occasion à Dayton. Les Rens hériteront des performances des Kings jusqu'à présent dans cette saison (2 victoires et 17 défaites), et réaliseront pour leur part un bilan de 14 victoires et 26 défaites ; ils finiront donc avec pour bilan : 16 victoires et 43 défaites.
Ces performances, bien loin de celles passé victorieux des Rens, capables de réunir plus de 15 000 personnes, ne sont pas celles attendues par la NBL dont la passion suscitée commençait à décroître. La suite pour la ligue continuera d'ailleurs sur cette tendance puisqu'elle sera obligée de fusionner avec la BAA en fin de cette saison 1949 pour former la NBA. Les Rens, eux, feront les frais de cette fusion et disparaitront après 27 ans d'existence.

## L'après NBL
Précurseurs en termes d'intégrations des joueurs noirs dans les ligues professionnelles, les Rens auront sans doute eu une grosse influence sur l'arrivée de Earl Lloyd chez les Capitols de Washington.
La National Basketball Association saura d'ailleurs souligner ceci en honorant les New York/Dayton Rens d'une entrée dans le NBA Basketball Hall of Fame en 1963.

## Noms successifs
- 1923-1948 : Renaissance de New York
- 1948-1949 : Rens de Dayton

## Palmarès
- Vainqueur du World Professional Basketball Tournament : 1939

## Entraineurs successifs
- 1923-1949 : Bob Douglas (en)

## Joueurs célèbres ou marquants
- Nat Clifton
- Charles « Tarzan » Cooper
- William « Pop » Gates (en)
- John Isaacs (en)